# 金倫珍
金倫珍（1973年11月7日—），常見譯名為金侖珍或金允珍。韓裔美籍女演員，1983年移民美國，畢業於波士頓大學公演藝術學系，大學時至英國留學（英美戲劇學會British American drama academy），演出1999年韓國賣座電影《生死谍变》而竄紅，及後更在ABC電視台影集《LOST檔案》中演出。

## 演出作品

### 電影
- 1997年：《Windy City（朝鲜语：윈디 시티）》
- 1997年：《殺人狂魔的故事（朝鲜语：죽이는 이야기）》飾演 女演員
- 1999年：《生死諜變》飾演 李明賢
- 2000年：《丹赤飛燕秀（朝鲜语：단적비연수）》飾演 燕
- 2000年：《Rush》
- 2002年：《Iron Palm（朝鲜语：아이언 팜）》飾演 智莉
- 2002年：《Yesterday（朝鲜语：예스터데이 (2002년 영화)）》飾演 盧熙秀
- 2002年：《密愛》飾演 美欣
- 2005年：《六月的日記（朝鲜语：6월의 일기）》飾演 徐允熙
- 2007年：《七日綁票令（朝鲜语：세븐 데이즈 (2007년 영화)）》飾演 劉智妍
- 2007年：《鳳仙花》飾演 侖珍
- 2010年：《Harmony（朝鲜语：하모니 (영화)）》飾演 洪正惠
- 2011年：《心臟跳動（朝鲜语：심장이 뛴다 (영화)）》飾演 蔡妍熙
- 2012年：《惡鄰拼圖》飾演 宋慶熙
- 2014年：《國際市場：半世紀的諾言》飾演 英子
- 2017年：《消失的房子（朝鲜语：시간위의 집）》飾演 美熙
- 2020年：《無價之保》飾演 明子（友情出演）
- 2022年：《局中局》飾演 梁信愛
- 2024年：《日日好狗日》饰演 贞雅
- 2025年：《Kpop 獵魔女團》聲演 席琳

### 電視劇

#### 韓國電視劇
- 1996年：MBC《華麗的休假（朝鲜语：화려한 휴가 (드라마)）》飾演 姜美琳
- 1997年：MBC《預感（朝鲜语：예감 (1997년 드라마)）》飾演 張世英
- 1997年：KBS2《婚紗（朝鲜语：웨딩드레스 (드라마)）》飾演 尹真雅
- 1999年：KBS《友情（朝鲜语：유정 (드라마)）》飾演 張熙珠
- 2018年：SBS《Ms.Ma，復仇的女神》飾演 Ms.Ma
- 2022年：Netflix《紙房子：韓國篇》飾演 宣祐真

#### 美國電視劇
- 2004年：ABC《LOST檔案》（2004年－2010年，第1－6季，共出演88集）
- 2013年：ABC《獵豔情人》（2013年－至今，第1季起）
- 2023年：Netflix《愛你的凱蒂》（2023年—至今，第1季起）

### MV
- 2006年：張慧真《不要離開》（與全美善）

## 獲獎
- 1999年：第36屆大鐘獎－女新人獎（生死諜變）
- 1999年：第22屆黃金攝影獎－女新人獎（生死諜變）
- 2002年：第23屆青龍獎－最佳女主角（密愛）
- 2002年：第5屆Director's Cut Awards－年度演員獎（密愛）
- 2008年：第45屆大鐘獎－最佳女主角（七天）

## 外部連結
- 金倫珍在NAVER上的资料
- 金倫珍在Daum上的资料